# Bi Abdoul Kader Yameogo
Bi Abdoul Kader Yameogo (17 december 2004) is een Ivoriaans voetballer die sinds 2023 onder contract ligt bij Club Brugge.

## Carrière
Yameogo maakte in september 2023 de overstap van ASEC Mimosas naar Club Brugge, waar hij een driejarig contract ondertekende. Yameogo werd aanvankelijk gehaald voor Club NXT, het beloftenelftal van Club Brugge in Eerste klasse B.  Op 7 oktober 2023 maakte hij zijn profdebuut in het shirt van Club NXT: op de achtste competitiespeeldag liet trainer Nicky Hayen hem in de 1-0-zege tegen Francs Borains in de 87e minuut invallen voor Joaquin Seys. Yameogo viel in de weken nadien ook nog in tegen RFC Seraing en Beerschot VA en kreeg op 10 november 2023 zijn eerste basisplaats tegen FCV Dender EH. Twee weken later werd hij bij z'n eerste basisplaats, thuis tegen KV Oostende, kort voor het einde van het veld gestuurd na een tweede gele kaart.
In januari 2024 was Yameogo een van de jongeren van Club NXT die mee met de A-kern op winterstage naar Marbella mochten. Op 10 februari 2024 maakte hij zijn officiële debuut voor het eerste elftal van de club: in de 4-0-competitiezege tegen KAS Eupen liet trainer Ronny Deila hem in de 85e minuut invallen voor Jorne Spileers.

## Clubstatistieken
| Seizoen         | Club            | Land            | Competitie      | Competitie | Competitie | Beker | Beker | Supercup | Supercup | Europees | Europees | Totaal | Totaal |
| Seizoen         | Club            | Land            | Competitie      | Wed.       | Dlp.       | Wed.  | Dlp.  | Wed.     | Dlp.     | Wed.     | Dlp.     | Wed.   | Dlp.   |
| --------------- | --------------- | --------------- | --------------- | ---------- | ---------- | ----- | ----- | -------- | -------- | -------- | -------- | ------ | ------ |
| 2023/24         | Club NXT        | Vlag van België | Eerste klasse B | 18         | 0          | —     | —     | —        | —        | —        | —        | 18     | 0      |
| 2023/24         | Club Brugge     | Vlag van België | Eerste klasse A | 1          | 0          | 0     | 0     | —        | —        | 0        | 0        | 1      | 0      |
| 2024/25         | Club NXT        | Vlag van België | Eerste klasse B | 6          | 0          | —     | —     | —        | —        | —        | —        | 6      | 0      |
| Carrière totaal | Carrière totaal | Carrière totaal | Carrière totaal | 25         | 0          | 0     | 0     | 0        | 0        | 0        | 0        | 25     | 0      |

Bijgewerkt op 4 februari 2025.